# 奧托一世 (克恩頓)
奥托一世（德語：Otto I，約950年—1004年11月4日），又称沃尔姆斯的奥托（德語：Otto von Worms），是一位克恩頓公爵。

## 生平
奥托一世是洛林公爵康拉德和柳特加德（神圣罗马皇帝奥托一世之女）的獨子。柳特加德在他3歲時就死去了，于是奥托一世的早年大多是在外祖父奥托一世的宫廷中度过，直到973年奥托一世死去。他的舅舅奥托二世继承皇位為止。
奥托在约956年首次被记载作为拿黑伯爵，他同时也是施派尔伯爵和沃尔姆斯伯爵，掌控了附近的一些领地。在978年，他的舅舅奥托二世任命他为克恩頓公爵公爵和维罗纳藩侯，其前任利奥波丁家族的亨利三世在三亨利之战中反叛失败并被废黜。然而在985年，皇帝奧托二世的遗孀賽奧法諾为了儿子奥托三世能够得到支持继承皇位，恢复了利奥波丁家族的卡林西亚公爵爵位，而奥托又失去了他的公爵领。奥托只能保留沃尔姆斯公爵的爵位，获得了几座皇帝行宫和几处維桑堡的地产作为补偿。
在995年克恩頓公爵亨利二世死后，奥托一世又得到了克恩頓公國和维罗纳邊區的领地。当1002年神聖羅馬皇帝奥托三世死后，奥托一世同巴伐利亚公爵亨利四世竞选罗马人的国王。奥托一世退出选举并得到克恩頓公國作为亨利四世给予他的补偿。然而，他被迫将他在莱茵河的财产割让给他的长期对手沃尔姆斯主教布尔查德。
奥托一世在1004年死去，他的三子康拉德继承了克恩頓公國。

## 家庭
- 卡林西亞的朱迪斯（？-991年）：巴伐利亚公爵阿努尔夫一世之孫女。
  - 亨利一世（970年—約991年）：沃尔姆斯伯爵（英语：Wormsgau）
    - 康拉德二世（約990年—1039年）：神聖羅馬皇帝

  - 布魯諾（約972年—999年）：羅馬教宗
  - 康拉德一世（975年—1011年）：克恩頓公爵（英语：Duchy of Carinthia）
    - 康拉德二世（英语：Conrad II, Duke of Carinthia）（約1003年—1039年）：克恩頓公爵
    - 布鲁诺（英语：Bruno (bishop of Würzburg)）（約1005年—1045年）：符茲堡主教（英语：Prince-Bishopric of Würzburg）

  - 威廉（英语：William I (bishop of Strasbourg)）（？-約1046）：斯特拉斯堡主教（英语：Bishop of Strasbourg）

## 腳註
1. ↑  Reuter 2013，第176頁.